# Rafael Corkidi
Rafael Corkidi Acriche, né le 20 mai 1930 à Puebla et mort le 18 septembre 2013, est un directeur de la photographie, réalisateur et scénariste mexicain.
En 2013, il a reçu l'Ariel de Oro, le plus grand prix cinématographique du Mexique, pour sa contribution à l'industrie cinématographique mexicaine.

## Filmographie

### Réalisateur
- 1972, Ángeles y querubines

### Directeur de la photographie
- 1968 : Fando et Lis (Fando y Lis) d'Alejandro Jodorowsky
- 1970 : El Topo d'Alejandro Jodorowsky
- 1973 : La Montagne sacrée (La montaña sagrada) d'Alejandro Jodorowsky